# Johann Jakob Rambach (Theologe, 1693)

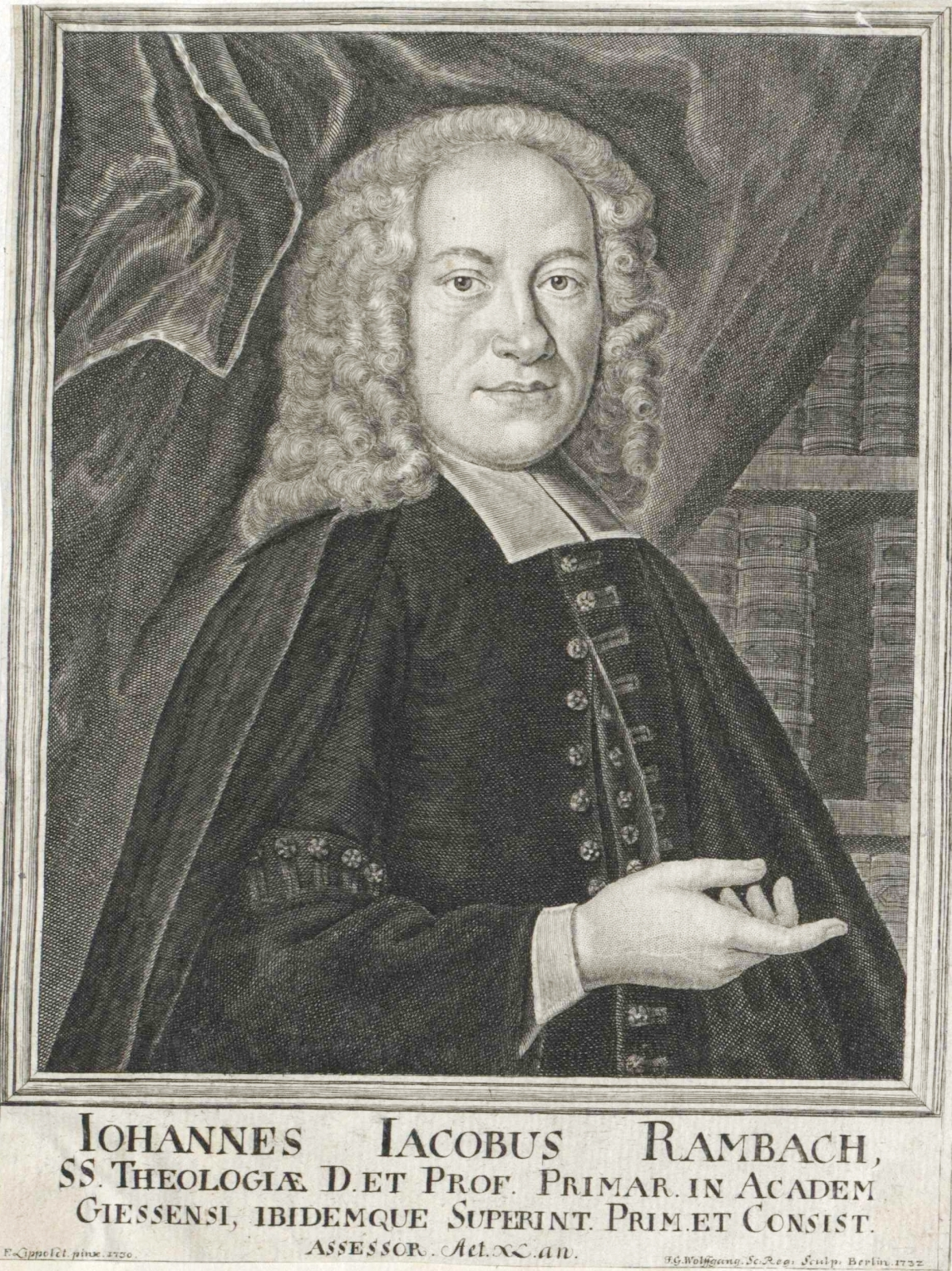
Johann Jakob Rambach, Stich von Johann Georg Wolfgang

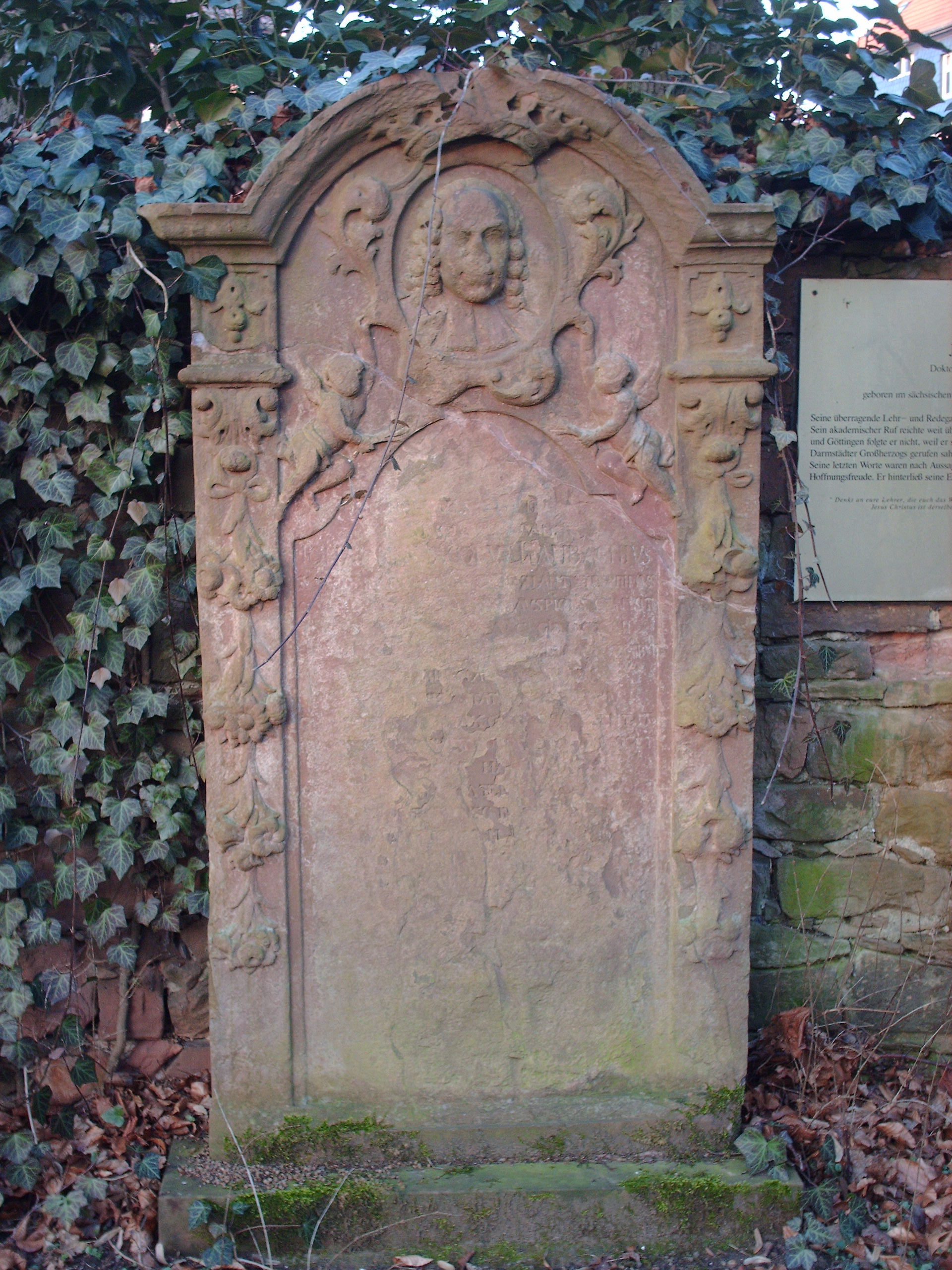
Grab Rambachs auf dem Alten Friedhof in Gießen

Johann Jakob Rambach, auch Johann Jacob Rambach (* 24. Februar 1693 in Halle (Saale); † 19. April 1735 in Gießen) war ein deutscher evangelischer Theologe und Kirchenlieddichter.

## Leben
Zuerst absolvierte er eine Lehre als Tischler, dann war er Schüler August Hermann Franckes und Theologe, später dessen Nachfolger als Professor an der theologischen Fakultät der Universität Halle. Ab 1731 war Rambach ordentlicher Professor für Theologie sowie Superintendent und Konsistorialassessor in Gießen, außerdem seit 1732 Direktor des Pädagogiums. Rambach wirkte als Herausgeber eines Gesangbuches mit zahlreichen neuen Liedern. Im Gemeindeleben der evangelischen Kirche ist Rambach heute vor allem noch durch das Lied Ich bin getauft auf deinen Namen (Evangelisches Gesangbuch Nr. 200), das oft im Anschluss an eine Taufe gesungen wird, präsent.
Rambach war zweimal verheiratet. Seine erste Ehe schloss er 1724 mit Johanna Elisabeth (1706–1730), der Tochter des Professors der Theologie Joachim Lange. Noch im Jahr ihres Todes heiratete er Anna Elisabeth (1697–1759), Tochter des Frankfurter Pfarrers Johann Georg Büttner.
Von seinen Töchtern kennt man die Schriftstellerin und Kirchenlieddichterin Charlotte Elisabeth. Ihre ältere Schwester Johanna Dorothea (1726–1775) ist die aus Goethes Dichtung und Wahrheit bekannte Frau Pastorin Griesbach, verheiratet mit dem Theologen Conrad Caspar Griesbach (1705–1777).

## Werke (Auswahl)
- Erbauliches Handbüchlein für Kinder. 2. Auflage. Gießen 1734, urn:nbn:de:hbz:061:1-535568.
  - Stefanie Pfister, Malte van Spankeren (Hrsg.): Erbauliches Handbüchlein für Kinder (1734). EVA, Leipzig 2014, ISBN 978-3-374-03754-4.
- Geistliche Poesien, in zweyen Theilen Gießen 1735, Digitalisat
- D. Johann Jacob Rambachs, SS. Theol. Prof. prim. Ersten Superint. und Consist. Assessor. zu Giessen, Betrachtungen über das ganze Leiden Christi, Im Oelgarten, vor dem geistlichen Gericht der Juden, vor dem weltlichen Gericht Pilati und Herodis, und auf dem Berge Golgotha Waisenhaus, Halle 1764 (Digitalisat).